# Organizm

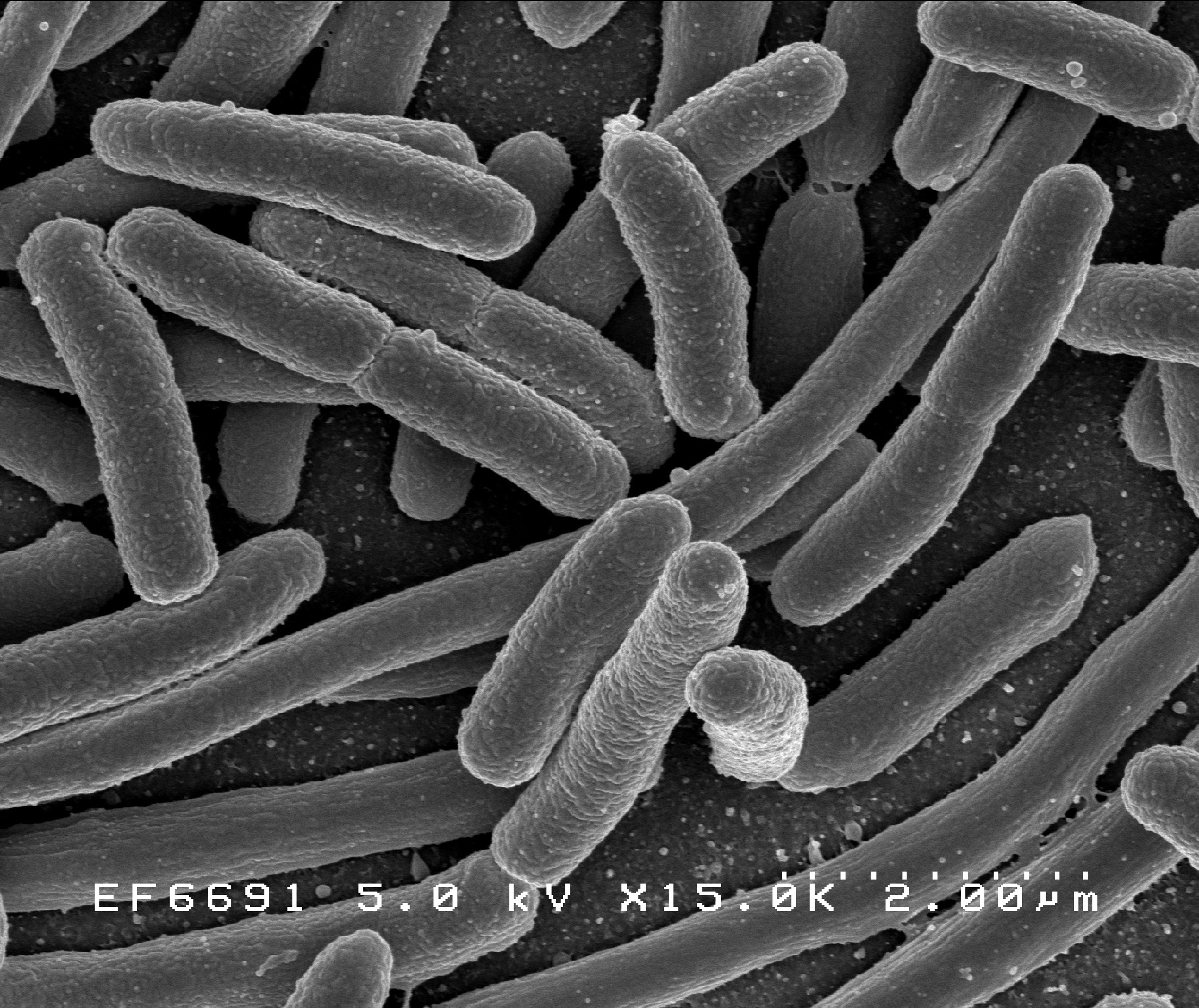
Pałeczka okrężnicy – przykład mikroorganizmu prokariotycznego

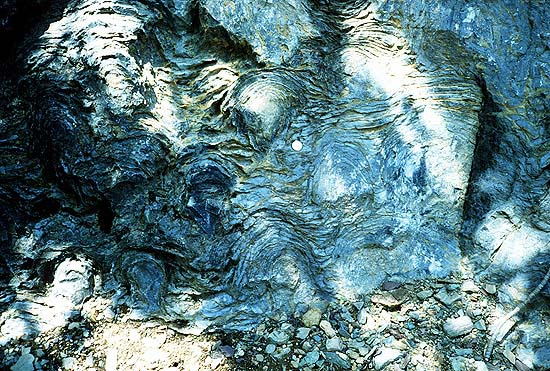
Prekambryjskie stromatolity – geologiczne twory z cienkich warstw węglanu wapnia wytrąconego z wody morskiej jako efekt uboczny życia sinic. Należą do najstarszych śladów życia na Ziemi, najstarszy stromatolit pochodzi sprzed 3,2 mld lat

Organizm – istota żywa charakteryzująca się procesami życiowymi (przede wszystkim przemianą materii), której części składowe tworzą funkcjonalną całość (indywiduum) zdolną do samodzielnego życia. Badaniem różnorodności organizmów i ich klasyfikowaniem zajmuje się systematyka organizmów. Szczątki organizmów wymarłych w odpowiednich warunkach tworzą skamieniałości. Zespół cech organizmu, na które wpływają czynniki środowiskowe i genotyp, nazywa się fenotypem.

## Największe i najstarsze organizmy
Największy do tej pory odkryty organizm to grzyb opieńka ciemna – grzybnia jednego z osobników ma ok. 9 kilometrów kwadratowych. Organizmy rosnące klonalnie mogą osiągać olbrzymie rozmiary (poszczególne ramety trawy morskiej Posidonia oceanica są oddalone od siebie nawet o 15 km, zaś Posidonia australis – aż o 180 km) i żyć miliony lat.